# 朝鮮綁架韓國人問題
拉北（韓語：납북），是指朝鮮民主主義人民共和國對大韓民國國民的綁架活動。朝鮮戰爭期間，估計有84,532名韓國人被帶到朝鮮。此外，韓國統計數字聲稱，自1953年《朝鮮停戰協定》以來，約有3,800人被朝鮮綁架（1970年代末期佔絕大多數），其中489人直到2006年仍被扣押。
朝鮮的韓國綁架者可分為戰時綁架者和戰後綁架者兩類：戰時綁架者是指在1950-53年朝鮮戰爭期間違背他們的意願被綁架到北方。他們中的大多數人是已經受過教育或熟練的工人，例如政治人物、政府官員、學者、教育工作者、醫生、司法官員、新聞工作者及商人。根據他們的家人的證詞，綁架大多數是由朝鮮士兵進行的，他們在露面時手頭有特定的名單。這表明綁架是有意和有組織地進行的。而戰後綁架者則是在1953年停戰協定簽署後在南韓領土或外國被朝鮮特工綁架的韓國人，他們中的大多數是在朝韓非軍事區附近綁架的，但其中一些被南韓的朝鮮特工綁架了。朝鮮繼續綁架韓國人到2000年代(其中一些人是中國朝鮮族和脫北者)。
綁架的原因在戰時為增加戰後北韓的知識和人力資源，戰後則為了進行對南間諜活動。
和綁架日本人不同，朝鮮堅稱不存在拉北問題，1953年停戰協定後，儘管《朝鮮停戰協定》中有一項允許被綁架平民返回家園的規定，但朝鮮拒絕釋放韓戰時被綁架者，美國，朝鮮代表簽署的文件和中國。取而代之的是，朝鮮只讓19名外國人返回了南方。關於戰後被綁架者，朝鮮堅持認為韓國人是自願到朝鮮，並保持自己的自由意志，但拒絕讓韓國親戚與他們交流。儘管有前被綁架者自己逃離北方的證詞，但朝鮮仍堅守現有立場：“沒有被南韓綁架者，我們無法證實他們的存在。”
至於韓國政府在21世紀將他們歸納為離散家庭，這樣，戰俘或被綁架者的家庭也可以參加為因戰爭而分開的家庭組織的正常團聚活動。這些努力的結果是，共有38個被綁架者和戰俘的家庭能夠與朝鮮的家人見面，並確認了88人的命運。
最有名的拉北受害人是南韓導演申相玉和配偶崔銀姬。